# Сабриель (хазарский царь)
Сабрие́ль, Саврии́л (евр. Бог — моя надежда) (сер. VIII века ?) — хазарский военачальник, инициатор обращения хазар в иудаизм, основатель династии хазарских царей (беков).
Фигурирует в одном из двух вариантов рассказа о хазарском обращении (письмо Шехтера). Согласно этой версии, он был евреем из числа переселившихся в Хазарию и сроднившихся с хазарами. За военную доблесть был избран вождём хазар, которые в то время не имели наследственной царской власти. Подобно большинству соплеменников Сабриель не соблюдал канонов иудаизма, его родное имя было, по-видимому, языческим (не названо). Однако под влиянием жены — Серах и тестя, которые были праведными иудеями, он совершил обрезание и решил вернуться к вере предков.
Узнав об этом, византийцы и арабы направили послов, которые стали убеждать хазар, что переходить в религию отверженных евреев недостойно. Тогда Сабриель устроил перед хазарской знатью диспут между проповедниками трёх религий. После того как соперники не смогли переспорить друг друга, хазарские старейшины предложили им истолковать непонятные хазарам книги, которые хранились в пещере в долине Тизул. Книги оказались Торой. После этого хазары согласились перейти в иудаизм, а Сабриеля (которому тогда присвоили это имя) сделали царём. В новом качестве он заключил союз с соседним правителем алан, что обеспечило хазарам безопасность и успех в борьбе с врагами. Потомки Сабриеля правили Хазарией вплоть до её падения в 60-е гг. X века.
Сабриель не упоминается в другом, официальном, варианте рассказа, где инициаторами обращения выступают два царя: Булан и Обадия, правившие в разное время. Исследователи расходятся во мнении, с кем из них следует отождествить Сабриеля, хотя, по-видимому, в пользу Булана имеется больше оснований, так как именно он выступает военачальником и организатором диспута. Изображение Сабриеля не хазарином, а евреем и трактовка обращения хазар как возвращения к забытой вере также противоречат официальной версии рассказа и признаются недостоверными.